# Diecezja Callao
Diecezja Callao (łac. Diœcesis Callaënsis) – diecezja Kościoła rzymskokatolickiego w Peru, w metropolii Limy. Została erygowana 29 kwietnia 1967 roku, na terytorium należącym wcześniej do metropolii Limy.

## Główne świątynie
- Katedra: Katedra św. Józefa w Callao
- Bazylika mniejsza: Bazylika Matki Bożej z Góry Karmel w Callao

## Biskupi diecezjalni
- Eduardo Picher Peña (1967–1971)
- Luis Vallejos Santoni (1971–1975)
- Ricardo Durand Flórez SJ (1975–1995)
- Miguel Irizar Campos CP (1995–2011)
- José Luis Del Palacio (2011–2020)
- Luis Alberto Barrera Pacheco MCCJ (od 2021)